# 響け!ユーフォニアムのアニメエピソード一覧
響け!ユーフォニアムのアニメエピソード一覧（ひびけユーフォニアムのアニメエピソードいちらん）は、日本のテレビアニメシリーズ『響け!ユーフォニアム』のエピソード一覧である。
『響け！ユーフォニアム』は2015年から2024年にかけて放送された武田綾乃による同名の小説を原作とする京都アニメーション制作のテレビアニメである。作品の時系列は、第1期、第2期、『リズと青い鳥』、『劇場版 響け!ユーフォニアム〜誓いのフィナーレ〜』、『特別編 響け!ユーフォニアム〜アンサンブルコンテスト〜』、第3期の順となっている。劇場版のエピソードについては各記事のあらすじ節を参照のこと。

## 第1期
| 話数 | サブタイトル           | 絵コンテ           | 演出       | 作画監督                     |
| --- | ---------------------- | ------------------ | ---------- | ---------------------------- |
| 第一回 | ようこそハイスクール   | 山田尚子           | 山田尚子   | 秋竹斉一                     |
| 中学校の吹奏楽コンクール予選。主人公・黄前久美子は「ダメ金」（上位大会に出場できない金賞）の結果に悔し泣きする高坂麗奈に対し、思ったことを直ぐに口にしてしまう性格から不用意な言葉をかけ、彼女を激怒させてしまう。心機一転、かねてからの憧れだったセーラー服を着ることや、中学校からの知り合いが少ないのを理由に、北宇治高校に入学した久美子は、新入生を歓迎する吹奏楽部の演奏を耳にして、そのレベルの低さに落胆する。その後、同じクラスの加藤葉月や川島緑輝に誘われ、見学に訪れた吹奏楽部で麗奈と再会。久美子は、彼女との関係や吹奏楽部の現状に悩んで入部をためらう。しかし早々とマウスピースを買ってしまったマイペースで真っ直ぐな性格をしている葉月や、明るく無邪気で一途な緑輝を見て、流されやすい性格の久美子は、吹奏楽部への入部を決意する。                                                              |                        |                    |            |                              |
| 第二回 | よろしくユーフォニアム | 石原立也           | 石原立也   | 引山佳代                     |
| 久美子は麗奈との和解を模索するものの、なかなかきっかけがつかめない。吹奏楽部には、同じ中学だった塚本秀一や幼なじみの斎藤葵の姿もあった。新入部員の担当楽器決めで、コントラバス経験者の緑輝は自身の熱望とコンバス不在の部の実情が合致したことでコンバス担当に決定、葉月は副部長の田中あすかにまるめ込まれチューバ担当に決定、久美子はトロンボーンを希望していたものの、ユーフォニアム（ユーフォ）経験者であることがばれ、しぶしぶユーフォ担当になる。トランペット希望の麗奈は音出しだけでその実力と素質で先輩たちを驚かせる。そして北宇治高校吹奏楽部の面々の前に新たな顧問の教師滝昇が着任。滝は着任早々部員たちに楽しい部活にするか、全国を目指すために厳しい部活の内容にするかの決断を部員たちに迫る。部員たちは戸惑いながらも、部の目標は「全国大会を目指す」ことに決定した。                                |                        |                    |            |                              |
| 第三回 | はじめてアンサンブル   | 山村卓也           | 山村卓也   | 池田和美                     |
| 新入生を交え楽器別のパート練習に本格的に入った吹奏楽部。しかし久美子は、パートによって練習に対する温度差があることに気づく。はじめて滝の前で合奏した『海兵隊』は、案の定ひどい出来であった。滝はパート練習ができておらず指導以前の問題であると温和な口調で厳しく指摘。来週の合奏でまともなレベルになっていなければマーチングイベント「サンライズフェスティバル（サンフェス）」には出場させないと言い渡す。久美子たちは秀一から、去年「やる気のある1年生（現2年生）」が大量退部したため、2年生が少なく不真面目な練習態度につながっていると聞かされる。滝のやり方に一部の部員が猛反発、このため翌日は練習自体が中止になってしまう。なすすべない久美子たちに聞こえてきたのは麗奈が一人トランペットで奏でる『新世界より』だった。                                                                                   |                        |                    |            |                              |
| 第四回 | うたうよソルフェージュ | 石原立也、山田尚子 | 雪村愛     | 植野千世子                   |
| 部員からの不満を受けて開かれたパートリーダー会議で、来週の合奏後サンフェス出場許可が下りなければ正式に抗議すると決定する。だが音楽室にやってきた滝は穏やかな態度で部員たちに徹底した練習指導を行う。グラウンドでの走りこみ、呼吸法、正確なチューニング、音にあわせて声を出すソルフェージュ。今まで経験したことのない厳しさに泣き出す者、反発する者。秀一が久美子に滝の指導力をぼやいていると通りかかった麗奈が激しい口調で滝をかばう。翌日麗奈は久美子を呼び出し昨日の暴言を謝る。久美子もうろたえながら麗奈のトランペットで元気が出たと伝え、わだかまりが少し解けたと感じる。部員たちの滝への不満は団結力へと変わり、全パートが熱心に練習に取り組む。そして2回目の合奏。滝はその上達ぶりをほめ、サンフェスの練習メニューを配布する。                                                                           |                        |                    |            |                              |
| 第五回 | ただいまフェスティバル | 三好一郎           | 三好一郎   | 丸木宣明                     |
| サンフェスを1週間後に控え吹奏楽部は練習の日々。『海兵隊』合奏以後、部員たちに「頑張れば良くなる」という空気が生まれ、練習でも自ら延長を申し出るほどになった。そして迎えたサンフェス当日。プログラムでは、北宇治高校は強豪校の立華高校と洛秋高校に挟まれており、部員たちの緊張は一気に高まる。久美子は会場で立華高校に進学した旧友佐々木梓と再会。彼女から麗奈が立華からの推薦を蹴り北宇治高校に入学したことを知る。立華の見事な演奏にどよめく観客、ますます緊張する北宇治の部員たち。それを鎮めたのは麗奈のルール違反のトランペット一声だった。滝に促され、北宇治高校吹奏楽部は堂々たる演奏を披露、会場の観客の注目を集めた。 |                        |                    |            |                              |
| 第六回 | きらきらチューバ       | 河浪栄作           | 河浪栄作   | 引山佳代                     |
| サンフェスも無事成功し、コンクールの練習がスタート。滝はオーディションで出場メンバーを決めると宣言。上級生から順にメンバーを決める慣例の否定に部員から反発の声もあったが、実力があればいいという正論にはかなわない。初心者の葉月は受かるのは無理とあきらめていたが、あすかに叱咤激励され、重いチューバを持ち帰ってまで練習に打ち込む。中学時代テニス部で挫折していた葉月はチューバだけはうまくなりたいと思うようになっていた。さらに久美子と緑輝と共に練習のモチベーションを見つけようと同じチューバ担当の後藤卓也や長瀬梨子に相談するが、答えは見つからない。低音パートチームで話し合っているうち、葉月は基礎練習ばかりで一度も合奏したことがないのに気がつく。久美子と緑輝は葉月に3人で合奏を行うことを提案。『きらきら星』を合奏した葉月は「めっちゃ楽しい！」と笑顔を見せた。                               |                        |                    |            |                              |
| 第七回 | なきむしサクソフォン   | 武本康弘           | 武本康弘   | 西屋太志                     |
| ある日久美子は、葵が受験勉強のため退部するという話を耳にする。秀一は先輩に聞いた話として昨年の部員退部騒動に関係があるのではないかという。合奏練習中、滝から練習不足を指摘された葵は「部活やめます。今のままでは志望校に行けないから。」と言って音楽室を出る。葵は、引き止めにきた部長の小笠原晴香に、高校受験に失敗したため大学受験に力を入れなければならず、さらに退部騒動を止められなかった自分が全国を目指すことはできないと吐露。部長になったものの未熟さゆえ、そのことにコンプレックスがある晴香はショックで翌日学校を欠席する。久美子たちは2年生の中川夏紀から、去年練習を求める1年生を3年生が無視し続け大量退部に至った話を聞く。晴香の見舞いに訪れた吹奏楽部のマドンナ・中世古香織は「晴香が部長を引き受けてくれたから今の部がある」と励ます。次の日出席してきた晴香のもと吹奏楽部はさらに練習に励む。 |                        |                    |            |                              |
| 第八回 | おまつりトライアングル | 藤田春香           | 藤田春香   | 秋竹斉一                     |
| 葉月は久美子と緑輝に秀一に好意を抱いていることを打ち明ける。緑輝は「あがた祭り」に誘って告白することを提案。祭りの日が近づき吹奏楽部員たちも浮き足だっていた。秀一に祭りに誘われた久美子は葉月と三角関係になるのを避けるため、とっさに通りかかった麗奈の手をつかんで「この子と行くことにしてて」と言ってしまう。いつもどおり部活が終わり、部員たちは思い思いに祭りに出かける。久美子は麗奈の指示どおりユーフォを背負って待ち合わせ場所へ。麗奈と大吉山に登る。「特別になりたい。だからトランペットをやってる。」と語る麗奈の魅力に圧倒される久美子。頂上の展望台についた二人は『愛を見つけた場所』を演奏する。一方秀一を誘い出すことに成功した葉月は自分の思いを打ち明けるが振られてしまう。あきらめて明るく別れた葉月だったが、心配して待っていた緑輝の前で号泣する。                                          |                        |                    |            |                              |
| 第九回 | おねがいオーディション | 北之原孝將         | 北之原孝將 | 瀬崎利恵                     |
| 葉月の失恋に責任を感じる緑輝は練習に身が入らず、低音パートリーダーのあすかをいらだたせる。葉月に説得され緑輝はようやく元気を取り戻す。トランペットパートの香織は高校最終学年であるためソロパートの練習に余念がなかった。そして、オーディション当日、久美子はやる気のなさそうだった2年生の夏紀のユーフォの上達ぶりに驚き、あらためて部全体が本気でコンクールを目指しているのだと気づく。オーディションは音楽室に一人ずつ呼ばれて行われた。後日の結果発表で、久美子のいる低音パートは初心者の葉月と夏紀の2人以外は全員合格。トランペットのソロパートは1年生の麗奈に決定し、部内に衝撃が走る。 |                        |                    |            |                              |
| 第十回 | まっすぐトランペット   | 山村卓也           | 山村卓也   | 池田和美、秋竹斉一           |
| 久美子の中学時代の苦い記憶。それはコンクールメンバーに選ばれたことで先輩から「あんたがいなければコンクールで吹けたのに」と言われたことだった。放課後、夏紀は久美子を呼び出し、やる気になれたことを感謝して久美子の楽譜に応援メッセージを書く。夏紀の心遣いに涙しようやく気持ちがほぐれる久美子。一方、香織を慕う2年生の吉川優子は香織がソロをはずされたことに納得できず、部員全員の前で滝と麗奈が以前から知り合いだったこと、贔屓（ひいき）をしたのではないかと滝を問い詰める。部内で滝に対する不信感が高まる。麗奈は滝を慕って北宇治に進学したと久美子に打ち明ける。事態打開のため、滝は公開で再オーディションを行うと発表、希望者を募る。手を挙げたのは香織だった。 |                        |                    |            |                              |
| 第十一回 | おかえりオーディション | 雪村愛             | 雪村愛     | 植野千世子                   |
| 再オーディションに向けて練習する香織と麗奈。しかしその実力差は優子にも明らかだった。思いつめた優子は麗奈を呼び出し自分のせいにしていいから香織にソロを譲ってやってほしいと懇願するが、ストイックな性格の麗奈はきっぱり拒絶する。練習のため借りたホールで行われた再オーディション。孤立する不安をもらした麗奈に、絶対味方になると誓う久美子。ステージ上で全力を尽くした演奏を披露した香織だが、麗奈はそれをはるかに上回っていた。滝からソロを吹きたいかと問われた香織は「高坂さんが吹くべきだと思います」と答える。客席では優子が大声で泣き崩れていた。 |                        |                    |            |                              |
| 第十二回 | わたしのユーフォニアム | 三好一郎           | 三好一郎   | 丸木宣明                     |
| 再オーディションも終わり、吹奏楽部はコンクールに向けて最後の追い込みに入る。滝は『三日月の舞』でユーフォ担当のあすかと久美子に別のフレーズを吹くよう指示。あすかは難なく吹いてみせるが久美子はうまく吹けない。滝からできるようになるかと聞かれ「できます」と答えた久美子。しかし後日の練習では、滝はそのフレーズをあすか一人で吹くように指示する。帰り道「上手くなりたい」と叫び悔し泣きする久美子は中学時代の大会で悔し涙を流していた麗奈の気持ちをようやく理解する。自分の部屋のベッドで横たわってる久美子はその場で起き上がり「私、ユーフォが好きだもん!!」と決意する。学校に忘れた携帯を取りに戻った久美子は鍵を開けてくれた滝から、できていないフレーズを関西大会に向けて練習しておくように言われ、さらに「できます」と言った自分の言葉を信じていると聞き、やる気を取り戻す。                              |                        |                    |            |                              |
| 最終回 | さよならコンクール     | 山田尚子           | 河浪栄作   | 引山佳代、秋竹斉一、瀬崎利恵 |
| 京都府吹奏楽コンクール当日、オーディション落選組は手作りのお守りをレギュラー部員に配り激励する。緊張の中、迎えた本番のステージ。「全国へ行きたい」の思いを胸に演奏する久美子たち。結果は金賞。そして関西大会出場を決め、笑顔の集合写真で物語は幕を閉じる。 |                        |                    |            |                              |
| 番外編 | かけだすモナカ         | 小川太一           | 小川太一   | 西屋太志                     |
| DVD&Blu-ray第7巻に収録されているオーディション落選組の視点からのストーリー。 |                        |                    |            |                              |

## 第2期
| 話数 | サブタイトル           | 絵コンテ                     | 演出                         | 作画監督                     |
| --- | ---------------------- | ---------------------------- | ---------------------------- | ---------------------------- |
| 第一回 | まなつのファンファーレ | 石原立也                     | 石原立也、藤田春香           | 秋竹斉一、岡村公平、角田有希 |
| 北宇治高校吹奏楽部は京都府大会で金賞を受賞し、念願の関西大会出場を決める。学校に戻った部員たちに滝から練習スケジュールが配られ、3日間の合宿も発表される。翌朝麗奈と朝練に登校した久美子は一人オーボエを練習する鎧塚みぞれを見る。合奏練習で滝はパーカッションのプロ橋本真博を指導者として紹介する。低音パートの練習中、夏紀が去年退部した傘木希美を連れてくる。復帰したいと頭を下げる希美をあすかは練習中だからと追い返す。それから希美は毎日あすかを訪ね復帰の許可が欲しいと願うが、あすかははぐらかし続け、ついに「復帰には反対。この部にプラスにならないから。」と言い渡す。優子から希美の部活復帰を聞いたみぞれは顔をくもらせる。練習後、忘れ物を取りに戻った久美子は気分を悪くして座り込んでいるみぞれを発見する。そこへフルートの音が聞こえてくるがみぞれは「聞きたくない」と立ち去る。フルートを吹いていたのは希美だった。その後、久美子は麗奈に誘われ花火大会に出かける。事情を聞いた麗奈はあすかの判断に賛同し、全国大会出場の決意を新たにする。 |                        |                              |                              |                              |
| 第二回 | とまどいフルート       | 武本康弘                     | 石立太一                     | 丸木宣明                     |
| 合宿前のお盆休み、吹奏楽部の練習も休みとなり、久美子たちはプールで休日を過ごす。久美子は希美を見かけて声をかけ、なぜ部に復帰するのにあすかに頼んでいるのか訊ねる。希美は退部するとき引き留めてくれたのがあすかであり、関西大会出場で何か手伝いをしたいからと話す。また退部前にみぞれに声をかけなかったのは、部で唯一のオーボエでコンクールメンバーだったからという理由だった。あすかに拒絶される意味がわからないと涙ぐむ希美に、久美子はあすかに理由を聞いてくると約束する。翌日2泊3日の合宿がスタート。滝は木管の指導者新山聡美を紹介、親し気な様子に麗奈は呆然。その夜、夏紀は去年3年生ともめていた希美に退部を後押しするようなことを言ってしまったため、希美復帰を手伝うのは罪滅ぼしだと久美子に打ち明ける。一人スマホゲームで遊ぶみぞれは、久美子に「コンクールは嫌い」と言い、部活を続ける理由を聞かれると「もう何もわからない」と答える。翌朝、久美子は意を決してあすかに話したいことがあると声をかける。                                           |                        |                              |                              |                              |
| 第三回 | なやめるノクターン     | 山村卓也                     | 山村卓也                     | 池田和美                     |
| 合宿2日目、ハードな練習が続く。夕食後、久美子はようやくあすかから希美の復帰を拒む理由を聞く。それは「みぞれは希美の顔を見ただけで気持ち悪くなるほどのトラウマがある」という希美本人に伝えづらいものだった。滝と新山の仲が気になる麗奈は新山が既婚者と知って安堵する。橋本は滝が5年前妻と死別していることをうっかり久美子に漏らしてしまう。その夜、眠れず外に出た久美子は、夏紀が優子を問い詰めているのを見る。みぞれの事情を知る優子は答えず、久美子にも口止めする。翌朝、久美子は一人無心にユーフォを吹くあすかを見てその曲に心惹かれる。 |                        |                              |                              |                              |
| 第四回 | めざめるオーボエ       | 小川太一                     | 小川太一                     | 植野千世子、丸木宣明         |
| 合宿も終わり、関西大会まで10日を切った吹奏楽部。久美子は希美に真実を話せずにいた。翌日、希美は関西大会が終わるまで吹奏楽部に顔を出さないと夏紀に話したあと、廊下で練習しているみぞれに声をかける。みぞれは血相を変えて逃げ出すが、優子は希美を引き留め、久美子と2人でみぞれを探す。久美子は離れた教室の教卓の下で震えているみぞれを発見。みぞれは、孤独な自分にとって唯一の友達が希美だったのに、退部を知らされなかったことがショックだったこと、部活を続けているのは楽器だけが自分と希美とを繋ぐものだからと打ち明ける。そこへやってきた優子は、自分もみぞれの友達であること、関西大会出場はみぞれも嬉しくなかったかと強い口調で説得、みぞれを引きずり出す。教室にオーボエを持った希美が入ってくる。ようやくみぞれは希美に自分に黙って退部した理由を尋ねる。希美と和解したみぞれのオーボエは生き生きとした演奏になった。話を聞いたあすかは、みぞれは狡い性格と笑ったあと、真剣な顔で「全国行こうね」とつぶやく。                                         |                        |                              |                              |                              |
| 第五回 | きせきのハーモニー     | 三好一郎、石原立也           | 三好一郎                     | 明見裕子、角田有希           |
| 関西大会前日、最後の練習が終了。橋本と新山は部員たちに別れの挨拶と激励の言葉を贈る。部員全員が関西大会の先にある全国大会出場を強く願っていた。大会当日、本番前の練習で副部長のあすかは、指導してくれた滝への感謝の言葉と全国大会に出場したいという強い決意を述べ、部員を鼓舞する。出場校の演奏終了後の結果発表で北宇治は金賞受賞、そして全国大会出場3校のうちの1校に選ばれ、部員たちは喜びの涙を流す。久美子からコンクールはまだ嫌いかときかれたみぞれは「たった今好きになった」と笑顔で答えた。 |                        |                              |                              |                              |
| 第六回 | あめふりコンダクター   | 河浪栄作                     | 河浪栄作                     | 門脇未来                     |
| 文化祭で、吹奏楽部はあすかの指揮で演奏を披露。その夜上陸した台風の影響で翌日は休校となる。久美子の姉の麻美子は突然大学を辞めると言い出し、父親の健太郎と口論になる。久美子は麻美子を詰問するがいたたまれなくなり、暴風雨の中外出。花屋で花束を買う滝と遭遇し、滝の車で家まで送ってもらう。車中、滝は亡き妻が滝の父親が指導する北宇治吹奏楽部で全国大会に出場したこと、病気になってからも顧問になって北宇治を全国で金賞に導くことを願っていたことを話す。翌朝登校した久美子は、緑輝の話で、滝が買った花の名が「イタリアンホワイト」、花言葉は「あなたを思い続けます」だと知る。 |                        |                              |                              |                              |
| 第七回 | えきびるコンサート     | 藤田春香                     | 藤田春香                     | 岡村公平、西屋太志           |
| 吹奏楽部は京都駅ビルのコンサートに出演が決定、夏紀や葉月も参加することになる。久美子は職員室で、あすかの母親の明美が受験勉強のため娘を退部させると訴えているのを見る。滝は本人の意思でない限り退部届は受け取らないと答え、明美は逆上するが、あすかは部活を休んで母親を連れ帰る。部員たちが動揺する中、翌日あすかは部活に顔を出し、低音パートチームは安堵する。しかし部長の晴香らには何も話そうとしなかった。それから1週間あすかは部活を休む。教頭が退部届を受け取ったという噂で、部員たちは合奏練習にも集中を欠くようになり滝に厳しく注意される。晴香は部員たちの前で、今まであすかに頼りすぎていたこと、今度はあすかを支えるためいつでも部活に戻ってこられるようにしたいので自分についてきてほしいと呼びかける。また滝から提案されたバリサクのソロを引き受ける。コンサートの日、出演直前にあすかが現れ、演奏に参加する。晴香も見事ソロを務めた。 |                        |                              |                              |                              |
| 第八回 | かぜひきラプソディー   | 北之原孝將                   | 北之原孝將                   | 角田有希                     |
| 麻美子は両親に大学を辞めて美容師になりたいと訴える。以前から美容師志望で本当はトロンボーンも続けたかったと言うが、健太郎は金は出さないと一蹴する。久しぶりに部活に顔を出したあすかは、来週久美子に家に来るよう約束するが、その後部活の欠席が続く。風邪をひいた久美子は練習を中断して帰宅、翌日学校を休む。ユーフォ二人が欠けたため、滝は夏紀を合奏練習に入れる。久美子の見舞いに来た麗奈はユーフォのCDを持参。二人で聞いていると、麻美子が「聞きたくない」と止めにくる。久美子は吹奏楽が嫌いなら続けたかったというのはずるいと声を荒らげる。外出した麻美子は久美子の見舞いにきた秀一と出会い、一度北宇治の演奏を聞いてほしいと言われる。滝はあすかが今週末までに部活を続ける確証が得られないなら、全国には夏紀に出てもらうと発表する。 |                        |                              |                              |                              |
| 第九回 | ひびけ！ユーフォニアム | 石立太一                     | 石立太一                     | 高瀬亜貴子                   |
| 夏紀と香織はあすかを部活に戻すことを画策し、久美子に協力を求める。久美子があすかの家を訪ねる約束の日、香織は久美子にあすかの母お気に入りの菓子折りを持たせる。久美子はあすかと共に下校し、家に案内され、事情を聞く。あすかの父親は著名なユーフォ奏者「進藤正和」で、あすかが2歳のとき離婚。あすかが小1のころ父親から自宅にユーフォと作曲ノートが届く。あすかはそれをきっかけにユーフォを始めたが母親はこれに反対。成績が悪くなったらやめるという条件で続けていた。自分が吹ければ良いと周囲を気にしなかったが、全国大会の審査員に進藤の名を見つけてから、演奏を聞いてほしいと大会出場に意欲的になっていた。バチがあたったと笑うあすかに、久美子はあすかの音が好きなこと、合宿の朝吹いていた曲をまた聞きたいと訴える。その曲は進藤のノートにあったものだった。あすかは久美子と川辺に行き、ユーフォでその曲を聞かせる。 |                        |                              |                              |                              |
| 第十回 | ほうかごオブリガート   | 山村卓也                     | 山村卓也                     | 池田和美                     |
| 久美子からあすかの部活復帰は難しいと聞いて部員たちは落胆する。麻美子は久美子に、後悔も失敗も受け止めて自分の道を行きたいと語り、全国大会を見に行くと約束して家を出る。晴香と香織は部活に復帰するようあすかを説得するが、あすかは踏ん切りはついていると答え、復帰を断る。それを聞いた久美子は昼休みあすかを呼び出し、みんなが戻るのを待っていると伝えるが、あすかはみんなの本音はわからないと切り返す。久美子は、自分はあすかと一緒にコンクールに出たい、あきらめないでほしいと泣き叫ぶ。あすかは全国模試30位以内という結果で母親を説得し、翌日から部活に復帰した。 |                        |                              |                              |                              |
| 第十一回 | はつこいトランペット   | 藤田春香                     | 小川太一                     | 植野千世子                   |
| 久美子は最近麗奈から避けられていることに気付く。思い切って声をかけてみるが、麗奈はさっさと帰ってしまう。その夜、久美子は麗奈に呼び出され、大吉山に登る。麗奈は、滝に亡妻がいたことと久美子がそれを知っていたことを橋本から聞いたと話し、なぜ教えてくれなかったのかと久美子をなじる。幼いころから滝に魅かれていた麗奈は、亡妻のことを知ってから動揺し、練習にも集中を欠くようになる。練習が終わり、音楽室の鍵を返しに職員室に行った麗奈は、滝に「奥さんはどんな人だったんですか」と尋ねる。滝から亡き妻への思いを聞いた麗奈は、前よりも力強い音を奏でるようになった。大会を間近に控えたある日の早朝、麗奈は久美子を誘い滝の妻の墓参りに行く。麗奈は墓前で、金賞を取って滝の夢を叶えると誓う。 |                        |                              |                              |                              |
| 第十二回 | さいごのコンクール     | 三好一郎、山田尚子           | 三好一郎                     | 明見裕子、丸子達就           |
| 全国大会前日、吹奏楽部は現地入りして会場近くの施設に泊まる。その夜眠れず部屋を出た久美子は、秀一から渡しそびれたという誕生日プレゼントをもらう。それはイタリアンホワイトの飾りがついたヘアピンで緑輝が勧めたものだった。翌日、部員たちは金賞目指して舞台に立つ。結果発表の前に指揮者賞贈呈があり、北宇治は声掛けを決めていないとあせるが、麗奈は一人立ち上がり、舞台上の滝に向かって「先生好きです！」と叫ぶ。結果、北宇治は銅賞に終わった。麗奈は声をかけてきた滝に再び「好きです」と言うが「教師冥利に尽きます」と流される。滝はあすかに、審査員の進藤正和からの「よくここまで続けてきたね。美しい音色だったよ」との伝言を伝え、あすかは素直に喜ぶ。久美子は会場から帰る麻美子を見つけ、「お姉ちゃんがいたからユーフォを好きになれたよ」と叫ぶ。 |                        |                              |                              |                              |
| 最終回 | はるさきエピローグ     | 石原立也、山田尚子、河浪栄作 | 石原立也、山田尚子、河浪栄作 | 西屋太志                     |
| 3年生が引退した吹奏楽部では部長に優子、副部長に夏紀が就任、新たなスタートを切る。2月に行われた卒部式には久しぶりに3年生が集まり、最後の演奏を披露。1、2年生による『三日月の舞』も演奏された。卒業式の日、部員たちが3年生との別れを惜しむ中、久美子はあすかの姿を探す。雪がちらつく中、久美子はようやくあすかを見つけ、最初はあすかを苦手だと思っていたが今は大好きなこと、もっとあすかのユーフォを聞きたいと涙ぐみながら伝える。あすかは父の作曲ノートを「後輩に聞かせてあげて」と差し出し、笑顔で立ち去る。ノートを開いた久美子はあすかが吹いていた曲のタイトルが『響け！ユーフォニアム』であることを知る。麗奈に呼ばれ、久美子はノートを胸に合奏練習に向かう。 |                        |                              |                              |                              |

## 第3期
| 話数 | サブタイトル             | 絵コンテ   | 演出                     | 作画監督                          |
| --- | ------------------------ | ---------- | ------------------------ | --------------------------------- |
| 第一回 | あらたなユーフォニアム   | 小川太一   | 小川太一                 | 髙橋真梨子                        |
| 新年度を迎えた北宇治高校吹奏楽部は、優子から部長を引き継いだ久美子を中心に新入生の勧誘にいそしむ。新勧の演奏を無事に終え、低音パートにも釜屋すずめ、上石弥生、針谷佳穂、義井沙里の4名の新入生が見学に訪れる。その日の帰り道、麗奈と久美子は全国大会金賞への決意を確かめ合う。入部希望者のほとんどが正式に入部し、北宇治高校吹奏楽部は総勢90人を数える大所帯となる。久美子は昨年、そして一昨年と同じように部の目標を「全国大会金賞」とするか多数決をとり、満場一致で採択される。滝はこの目標を忘れないよう部員たちにくぎを刺し、新入部員たちを迎え入れる。帰ろうとしたその時、以前土手で聞こえたユーフォニアムの音と同じ音が聞こえ、久美子はその音の元へと走る。その音の主は黒江真由であり、久美子は真由と初めての対面を果たす。 |                          |            |                          |                                   |
| 第二回 | さんかくシンコペーション | 石原立也   | 石原立也                 | 岡村公平                          |
| 真由の正体は福岡の吹奏楽強豪校・清良女子高校からやってきた転校生であった。真由は吹奏楽部へ入部し、ユーフォニアム担当となる。部がサンフェスに向かって動き出していく中、滝は久美子、麗奈、秀一を呼び、３曲の候補の中からコンクールの自由曲を選んでほしいと頼む。自由曲を選ぶというプレッシャーや、釜屋姉妹のトラブルもあり、久美子は自分は部長にふさわしくないのではないかと頭を悩ませる。ある帰り道、麗奈は久美子に、滝はこの3人だから選曲を任せたのだろうと語り、励ます。久美子は北宇治の全国大会での最初の一音は何が良いか考え、それは『一年の詩 ～吹奏楽のための』のクラリネットだと思い定める。麗奈と秀一が選んだ曲も『一年の詩』であり、北宇治の自由曲が決定する。部員に譜面が配られ、麗奈は全国大会金賞の目標を再度宣言する。 |                          |            |                          |                                   |
| 第三回 | みずいろプレリュード     | 以西芽衣   | 以西芽衣                 | 門脇未来                          |
| 本格化するサンフェスの練習と厳しい麗奈の指導は、初心者の新入部員たちを苦しめていた。ある日の朝練にて久美子はすずめに、このままでは1年生が集団退部するかもしれないと告げられる。しかし何の手も打てぬまま時は過ぎ、数日後、突如すずめ、佳穂、弥生、沙里が部活を休んでしまう。真由は退部はよくあることなのだから気にするなと声をかけるが、久美子は1年生指導係の葉月、梨々花とともに沙里の自宅を訪ねる。沙里は久美子と2人きりで話し、初心者たちの退部を止めてきたことに罪悪感を感じていたことを打ち明ける。久美子は沙里のおかげでまだ一人も退部者が出ていないと感謝を告げ、これからは悩み事やトラブルはすべて自分のところに持ってきて欲しいと語る。翌日、沙里とすずめはまた以前のように朝練に来ていた。 |                          |            |                          |                                   |
| 第四回 | きみとのエチュード       | 山村卓也   | 山村卓也                 | 引山佳代                          |
| サンフェスまであと数日という中、月永求は不機嫌さを露わにし、周りと衝突していた。サンフェス当日、演奏は成功を収めたものの、求は自身の母校・龍聖学園の生徒とトラブルを起こしていた。久美子と緑輝は龍聖学園の生徒と話し、求の祖父が龍聖学園吹奏楽部の顧問・月永源一郎であること、そして求の姉が早世していたことを知る。数日後、久美子は滝より、求が龍聖学園より転校の誘いを受けているを知らされる。その晩、たまたま求と出会った久美子はお互い隠していたことをすべて話し、「気持ちは演奏に出るよ」とアドバイスを送る。翌日、求は北宇治に残る決心をしたと久美子に告げる。求は緑輝に秘密を明かすことはなかったが、共に『愛の挨拶』を演奏し、心を通わせる。 |                          |            |                          |                                   |
| 第五回 | ふたりでトワイライト     | 石立太一   | 石立太一                 | 徳山珠美                          |
| 久美子は明確な将来の夢がなく、未だ進路を決めあぐねていた。その一方で幹部会議にて、今年は大会ごとにオーディションを行い、メンバーを再構成することを決める。部員たちはおおむね受け入れるが、真由はオーディション自体にあまり乗り気ではなかった。府大会に向けた練習が本格化する一方で、あがた祭りの日も近づいていた。久美子は真由から誘いを受けるが、嘘をついて断ってしまう。その直後、麗奈から家に誘われる。あがた祭り当日、麗奈の自宅で二人きりになった久美子は、『一年の詩』のソリパートを演奏する。帰り道、麗奈は卒業後に疎遠になることへの不安を打ち明ける。久美子はそんな麗奈に、互いの関係が特別だと話し、再び帰路に就く。 |                          |            |                          |                                   |
| 第六回 | ゆらぎのディゾナンス     | 北之原孝將 | 北之原孝將               | 丸木宣明                          |
| 修学旅行を終え、府大会のオーディションが目の前に控えていた。真由は未だ、転校生の自分がオーディションを受けることに葛藤を抱えていた。迎えたオーディション当日、真由は手を抜くことなく、ユーフォパートは奏、久美子、真由の3人とも合格し、ソリは久美子が吹くこととなる。一方のチューバパートは葉月、美玲、すずめが選ばれ、さつきは落選してしまう。美玲は久美子に、1年のすずめが選ばれ、2年のさつきが落とされたことへの不満を打ち明ける。後輩たちにとって滝への信頼が絶対でないと知った久美子は、今後のオーディションへの不安を改めて覚える。滝にチューバパートの一件を相談した帰り道、久美子と麗奈はあらためてソリスト合格を喜びあい、全国大会金賞への決意を新たにする。 |                          |            |                          |                                   |
| 第七回 | なついろフェルマータ     | 山村卓也   | 山村卓也                 | 髙橋真梨子                        |
| 無事府大会を突破し、北宇治高校吹奏楽部はしばしの盆休みに入る。久美子は休みの初日、葉月とともに大学説明会に参加するが、葉月が保育士への道を決める一方で、いまだに進路を決められずにいた。最終日は部員たちとともにプールに向かい、久美子は真由と2人きりで話をする。会話の中で、久美子は真由に抱いていた苦手意識の正体が、過去の自分への嫌悪感であることに気付く。帰る間際、真由を含めた全員で集合写真を撮るが、翌日の練習前、真由は現像に失敗したと明かし、その写真を見ることは叶わなかった。 |                          |            |                          |                                   |
| 第八回 | なやめるオスティナート   | 以西芽衣   | 宮城良                   | 門脇未来                          |
| 3日間の合宿が始まり、部員たちは初日の夜に行われる府大会のオーディションに向けて最後の練習を始める。オーディション直前、再びオーディションを辞退しようとする真由に対し久美子は怒りを露わにし、言い争いとなってしまう。その後行われたオーディションでは真由は手を抜くことなく吹き切る。一方、緑輝は夜遅くに求から呼び出され、大事な話を聞かされる。その話の内容を緑輝は久美子たちに明かすことはなかった。翌朝、滝の口から直接オーディションの結果が告げられ、奏は落選し、ソリは真由が担当することとなる。 |                          |            |                          |                                   |
| 第九回 | ちぐはぐチューニング     | 石立太一   | 石立太一                 | 引山佳代                          |
| オーディションの結果が呼んだ波紋は、演奏にも表れていた。また、一部では滝の決断に不満を持つ部員も出始め、その不和が除けないまま合宿を終える。合宿からしばらく経って行われたパートリーダー会議にて、オーディションからモチベーションが下がっている部員がいること、過剰な緊張感によって部内の雰囲気が悪くなっていることなどが話し合われる。麗奈はそういった部員に向けて依然厳しい姿勢を向け、秀一はそんな麗奈を注意しようとする。久美子は立場の違う二人の間で板挟みとなり、麗奈から意見を聞かれた際も自分の意見を言えずにいた。放課後、久美子と二人きりになった麗奈は、滝の判断の是非問う。久美子は部内の不満を無視することはできないこと、そして滝の判断を全面的に支持できないことを話す。麗奈は久美子に「部長失格」と告げ、その場を去る。翌日から、二人は一緒に登校することはなかった。 |                          |            |                          |                                   |
| 第十回 | つたえるアルペジオ       | 太田稔     | 太田稔 北之原孝將 [ 51 ] | 岡村公平                          |
| 部内からは複数回行われるオーディションへの不満が溢れ、関西大会を目の前にして部内の空気は依然最悪であった。麗奈と秀一の対立も、部員の前で言い争いをするほどに深刻となる。久美子は滝にオーディションの真意を説明してもらうことを提案するが、麗奈は拒否し二人は大喧嘩になってしまう。「じゃあ麗奈はどうしたらいいと思うの!?上から正論言って納得するなら、誰だって苦労しないよ!」と久美子は一喝する。最後の望みを絶たれた久美子は絵葉書に書かれたあすかの家を訪ねる。あすかは香織とルームシェアしており、久美子は二人に今の悩みを相談する。あすかは、今の事態は久美子のわがままが招いた事態だと指摘し、以前自身の退部を引き留めた時のように、わがままを正直にぶつければ良いと助言する。関西大会当日、全部員を前に久美子は全国大会への想いを涙ながらに語る。部員たちは再び一つとなり、関西大会の演奏を行う。 |                          |            |                          |                                   |
| 第十一回 | みらいへオーケストラ     | 北之原孝將 | 北之原孝將               | 丸木宣明                          |
| 北宇治は無事金賞と全国大会への代表権を手にする。久美子と麗奈は大好きのハグをして無事に仲直りする。麗奈はアメリカの音楽大学への進学を決めた一方で、久美子は未だに進路が決まっていなかった。そんな中音楽大学に進学したみぞれの演奏会に行くことが決まり、麗奈、夏紀、優子、希美とともにみぞれの演奏を聴く。演奏後、みぞれに音楽大学に進む久美子が想像できないと言われ、音大に進まないと決断する。麗奈は音楽という共通項がなくなることで特別な関係が終わるのではないかと不安を溢すが、久美子はこの関係は終わらないと誓う。そして、全国大会のオーディションが始まる。 |                          |            |                          |                                   |
| 第十二回 | さいごのソリスト         | 小川太一   | 山村卓也                 | 髙橋真梨子 引山佳代 [ 54 ]        |
| オーディションの結果は、奏は引き続き落選、そしてソリは真由と久美子の最終オーディションを全部員で再度行うというものであった。久美子は滝に、ソリのオーディションを、麗奈や部員たちからは奏者が見えない形で行うことを進言する。さらに久美子は今後の進路を決断する。会場は2年前、香織と麗奈のオーディションが行われた場所であった。オーディション直前、久美子は真由を怖れ、拒絶していたことを告白する。久美子は自身と真由が似ていること、そして自身と同じようにオーディションに嫌な経験があるのではないかと問いかける。予想通り、真由はオーディションで友人を失った経験があった。真由と和解した久美子は遠慮なしで、全力で吹こうと声を掛ける。演奏を終え、麗奈を除いた部員たちの投票の結果は完全に五分五分であった。ソロの決定権は麗奈に委ねられ、麗奈は先攻の奏者を選ぶ。先攻の奏者、そして全国大会のソリスト選出者は真由だった。その晩、麗奈は大吉山にて、誰の音か分かっていながら真由を選んだことを涙ながらに明かす。久美子は麗奈が信念を貫いたことを嬉しいと語りながらも、だからこそ麗奈に選ばれて、共にソリを吹きたかった悔しさをこぼす。そして「私、この気持ちも頑張って誇りにしたい」と麗奈に誓う。 |                          |            |                          |                                   |
| 最終回 | つながるメロディ         | 石原立也   | 石原立也 岡村公平 [ 55 ] | 池田和美 門脇未来 丸木宣明 [ 55 ] |
| 全国大会3日前、久美子は真由とともに『響け！ユーフォニアム』を演奏し、奏にはこの曲を受け継いでほしいと話す。2日前、久美子は麗奈とともに大吉山にて『愛を見つけた場所』を演奏し、麗奈は父に負けない奏者になって滝に告白すると語る。前日、名古屋に到着した久美子たちは全国金賞への気持ちを新たにする。そして当日、会場には香織、晴香らOBたちが応援に駆け付けていた。演奏を無事に終え、北宇治高校吹奏楽部は悲願の金賞を受賞する。部員たちは歓喜に沸き、滝と久美子は涙をこぼし、麗奈は「嬉しくて死にそう」と溢す。数年後、教師となった久美子は北宇治高校に吹奏楽部の副顧問として赴任していた。 |                          |            |                          |                                   |